# Eremophila mitchellii
Eremophila mitchellii är en flenörtsväxtart som beskrevs av George Bentham. Eremophila mitchellii ingår i släktet Eremophila och familjen flenörtsväxter. Inga underarter finns listade i Catalogue of Life.